# Cheliplana asica
Cheliplana asica is een platworm (Platyhelminthes). De worm is tweeslachtig. De soort leeft in het zoute water.
Het geslacht Cheliplana, waarin de platworm wordt geplaatst, wordt tot de familie Karkinorhynchidae gerekend. De wetenschappelijke naam van de soort werd voor het eerst geldig gepubliceerd in 1952 door Marcus.